# Arcola
Àrcola (Arcoa in ligure e nella variante locale) è un comune italiano di 10 150 abitanti della provincia della Spezia in Liguria.

## Geografia fisica
Il territorio comunale è situato a cavallo della zona lievemente collinare che separa il golfo della Spezia dalla piana del fiume Magra. È uno degli otto comuni della val di Magra, ma storicamente fa parte della Lunigiana. Su parte del territorio arcolano insiste il Parco naturale regionale di Montemarcello-Magra-Vara.

## Origini del nome
Molte sono le ipotesi sull'etimologia del nome Arcola e sul suo significato nel corso dei secoli.
Alcuni storici sostengono che il nome derivi dagli Erculei, nobile famiglia romana stabilitasi in queste zone, mentre altre fonti lo collegano addirittura ad Ercole quale fondatore del luogo.

Anton Maria Visdomini, poeta cinquecentesco, aderisce a questa etimologia: "Arcula sed magno memoratur ab Hercule dicta".
Altre ipotesi più recenti mettono in relazione Arcoa con il termine dialettale incò ("in capo a") o con alcò ("promontorio").
L'ipotesi più probabile è che Arcola derivi il suo nome piuttosto da Arx ("rocca") o da Arcula ("piccola rocca").

## Storia

### Percorso storico

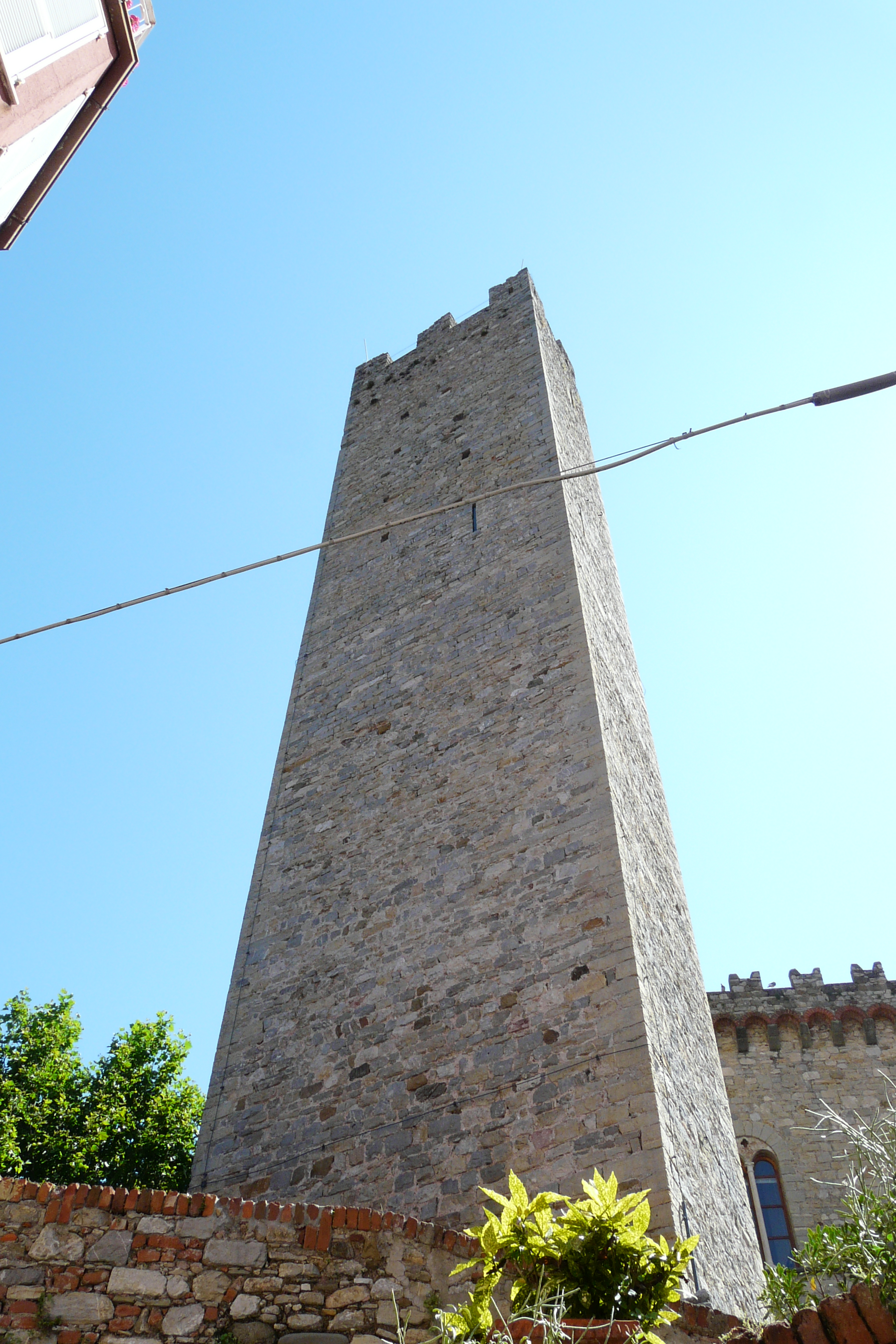
La pentagonale torre obertenga

È verso la foce del fiume Magra che si ebbero le maggiori trasformazioni del paesaggio: nel bacino, oggi interrato, al tempo dei Liguri facevano scalo navi greche, etrusche e infine quelle romane.
La storia di Arcola può essere ricondotta alle vicende che hanno interessato la Lunigiana e la val di Magra.
Il paese era sorto, con Ameglia e Castelnuovo Magra, per la necessità di fuggire alla malaria diffusa nel territorio lunigianese. 
Nell'Alto Medioevo è stato saccheggiato dai Normanni e assalito ripetutamente dai saraceni, anche se non esistono documenti specifici che attestino di queste notizie.
Nell'XI secolo è un importante centro feudale degli Obertenghi, che sulla sommità del colle costruirono un castello.
Dopo essere appartenuto a Oberto di Luni, nel 1033  Arcola entra a far parte del dominio dei vescovi di Luni.
Nel 1077 Arcola è compresa nei feudi confermati da Enrico IV al marchese Folco d'Este.
La proprietà del luogo viene poi infeudata ai conti di Vezzano e, in seguito, al potere dei vescovi di Luni.
Nel corso del XIII secolo Arcola si trova al centro di vari tentativi di dominio della famiglia Malaspina. Nel 1245 gli abitanti si ribellano alla cattiva amministrazione del marchese Moroello e Sarzana ne approfitta per acquistare il borgo con il castello e le sue terre fino alla costa di San Bartolomeo e Pitelli.
Divenuta possedimento dei Doria, nel 1278 Arcola viene in possesso della Repubblica di Genova, ma nel 1282 il vescovo Enrico da Fucecchio recupera il controllo del castello di Arcola.
Nei secoli successivi il paese e il castello vengono conquistati, nel 1320, da Castruccio Castracani, signore di Lucca. 
Nel 1430 Arcola è conquistata dal condottiero e capitano perugino Nicolò Piccinino per il Duca di Milano Filippo Maria Visconti. 

Riconquistato nel 1494 dalla Repubblica genovese, il castello-palazzo è sede della Podesteria di Arcola e Vezzano.
Le attività agricole del XV secolo erano già alquanto sviluppate, nonostante i frequenti fenomeni alluvionali: si coltivavano legumi, cereali, uva, frutta, ortaggi e foraggio. In seguito verrà introdotta anche la coltivazione del granturco mentre nel XIX secolo si comincerà a coltivarvi la patata, la barbabietola da zucchero, la canapa, il lino ed il gelso.
Nel XVII secolo, vengono realizzate le prime opere di arginatura del fiume Magra, mentre nel XVIII secolo sono costruiti i primi mulini, nel 1736, grazie all'opera di Matteo Vinzoni.
Alla caduta della Repubblica genovese e con la dominazione napoleonica Arcola rientra, dal 2 dicembre 1797, nel Dipartimento del Golfo di Venere con capoluogo La Spezia, nell'ambito della Repubblica Ligure. Dal 28 aprile 1798 Arcola rientra nel IV cantone, come capoluogo, della Giurisdizione di Golfo di Venere. 
Nel 1799 in questa zona è combattuta una battaglia tra le truppe franco-genovesi e quelle austro-russe; nel corso del bombardamento vengono colpiti e danneggiati sia il castello che la torre obertenga.
Dal 1803 è il centro principale del III cantone del Golfo di Venere nella Giurisdizione del Golfo di Venere e, annesso all'Impero francese, dal 13 giugno 1805 al 1814 è inserito nel Dipartimento degli Appennini.
Caduto Napoleone, nel 1815 Arcola entra nella provincia di Levante del Regno di Sardegna e quindi nel Regno d'Italia dal 1861. 

Dal 1859 al 1927 il territorio era compreso nel III mandamento di Vezzano del circondario di Levante che faceva parte prima della provincia di Genova e poi della provincia della Spezia con la sua istituzione nel 1923. 

Nel 1870 il comune di Trebiano è soppresso ed aggregato ad Arcola come frazione.
Il castello, restaurato nel 1884, diviene in seguito sede del municipio di Arcola.
Nel 1928, allo scopo di ingrandire il capoluogo spezzino e di dividere gli antifascisti arcolani da quelli di Pitelli, all'epoca la frazione più grande del comune, i borghi di Pitelli, Muggiano, Fossamastra, San Bartolomeo, Ruffino e Pagliari confluirono nel territorio comunale della Spezia e il comune arcolano fu privato del suo storico sbocco sul mar Ligure e sul golfo della Spezia.

### Simboli
Stemma
Gonfalone

Lo stemma comunale è stato adottato e scelto dall'amministrazione comunale il 29 maggio del 1880. La raffigurazione della luna e della stella simboleggiano l'antico legame arcolano con la storica città romana di Luni. La corona comitale che sormonta lo scudo ricorda l'antico feudo degli Obertenghi poi passato ai vescovi di Luni-Sarzana.

## Monumenti e luoghi d'interesse

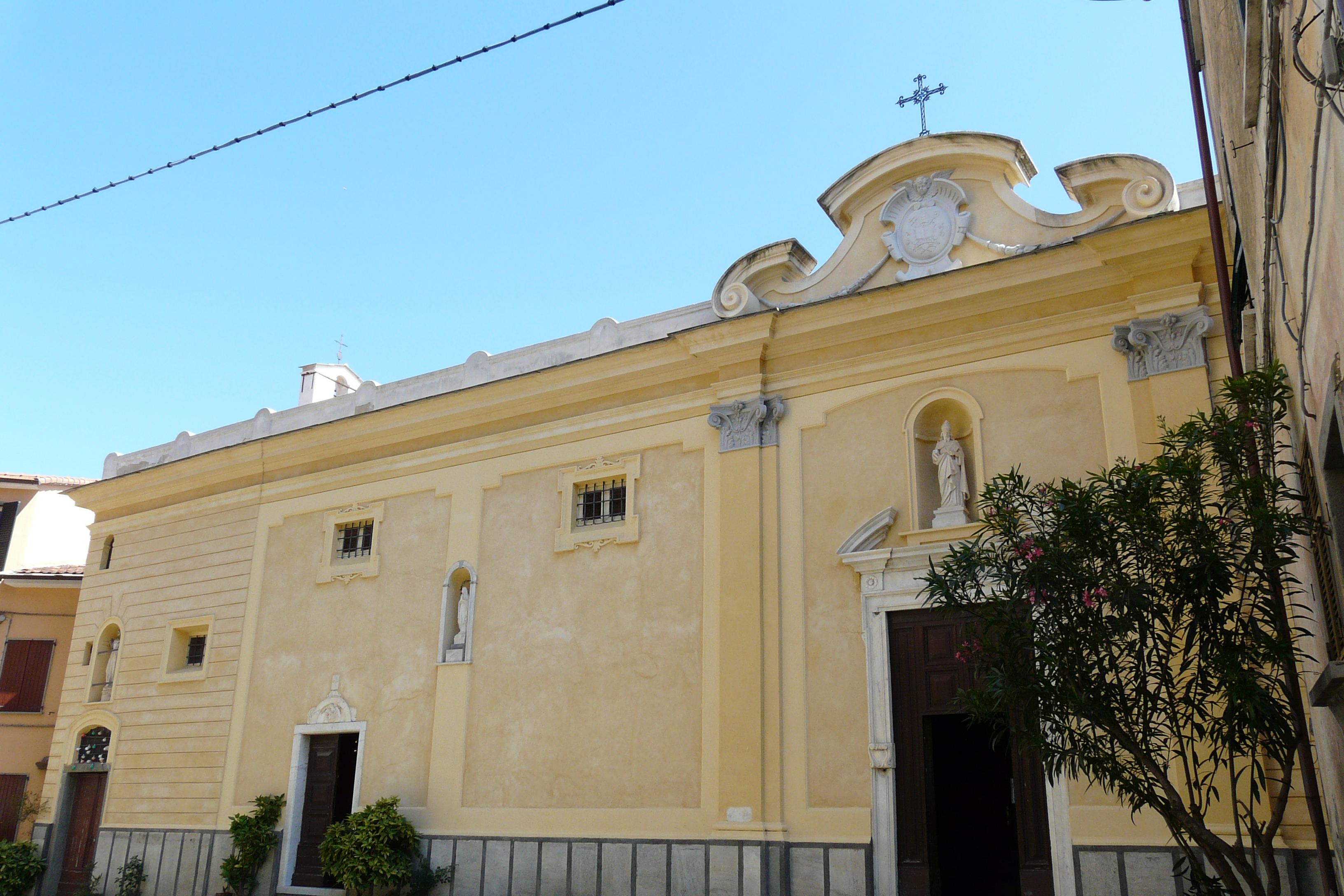
La chiesa parrocchiale di San Nicolò
nel capoluogo

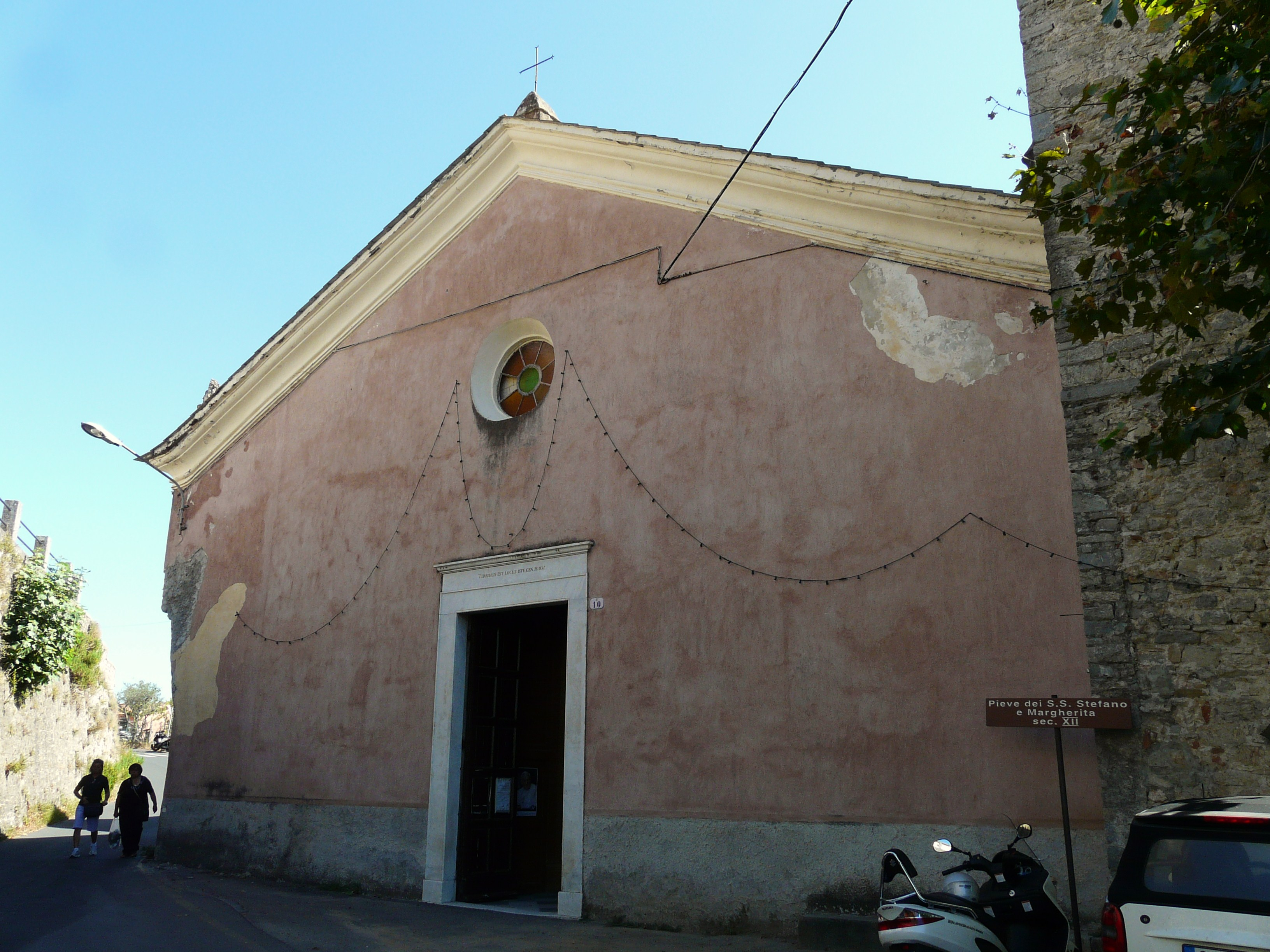
La pieve parrocchiale dei Santi Stefano e Margherita
nella frazione di Baccano

Il borgo si caratterizza per la sua struttura medievale ad anelli concentrici con viuzze lastricate. 

### Architetture religiose
- Santuario di Nostra Signora degli Angeli nel capoluogo. Edificato nel luogo in cui sarebbe avvenuta una miracolosa apparizione della Vergine il 21 maggio 1556[8]. Nel 1558 venne costruita l'attuale cappella sotterranea. Una chiesa sovrastante fu edificata sullo scorcio del secolo, mentre l'attuale tempio è opera della seconda metà del XVIII secolo.
- Chiesa parrocchiale di San Nicolò nel capoluogo. Citata in un atto del 1132. Venne ingrandita nel 1628 e ultimata nel 1673. La struttura è divisa in tre navate con sei colonne marmoree di ordine tuscanico. All'interno della chiesa è ospitata una tavola in marmo ad alto e bassorilievo raffigurante la Madonna col Bambino Gesù tra i santi Margherita d'Antiochia e Nicolò. Il campanile venne messo in opera nel 1658.
- Chiesa parrocchiale di San Rocco nel capoluogo.
- Pieve parrocchiale dei Santi Stefano e Margherita nella frazione di Baccano. La pieve è ricordata nella bolla pontificia di papa Eugenio III del 1149. Fu trasformata in stile gotico con abside quadrata, fiancheggiata da analoghe cappelle con ampi archi acuti a tre navate. All'interno è conservato un trittico in marmo del XIV secolo raffigurante la Beata Vergine e i Santi Pietro e Giovanni Battista; all'esterno la pieve custodisce una fontana fatta costruire dal vescovo di Luni Giovanni Battista Salvago nel 1626. Peculiare la scritta che sovrasta il portone d'entrata della chiesa: Terribilis est locus iste.
- Oratorio dell'Annunciazione nella frazione di Baccano. L'edificio è situato all'interno di Villa Picedi Benettini e fu voluto da Camillo dei Conti Picedi nella prima metà del XVII secolo.
- Chiesa parrocchiale di Sant'Anna nella frazione di Cerri. Al suo interno sono conservate tre quadri databili al XVII e XIX secolo della scuola pittorica genovese.
- Oratorio di Nostra Signora della Neve nella frazione di Monti. Eretto nella seconda metà del XVI secolo.
- Chiesa parrocchiale di San Rocco nella frazione di Ponte di Arcola.
- Chiesa parrocchiale dell'Immacolata Concezione nella frazione di Romito Magra.
- Pieve parrocchiale di San Michele Arcangelo nella frazione di Trebiano. La pieve è indicata già nella bolla pontificia di Eugenio III del 1149. La chiesa fu costruita nel XVI secolo su una struttura precedente. È di stile romanico, ha tre navate sostenute da otto colonne di marmo rosso locale. Ai lati vi sono quattro altari intitolati a santa Caterina, san Bernardo, san Rocco e alla Natività. All'interno della chiesa si trova un'ara romana proveniente da Luni e impiegata come pila dell'acqua benedetta, un crocefisso a tempera su legno risalente al 1456, una pala d'altare in marmo della prima metà del XVI secolo e una Via Crucis del Settecento.

### Architetture civili
- Ex ospedale della Casalina, risalente alla fine del XV secolo, e oggi convertito a mobilificio conservandone, tuttavia, le parti quattrocentesche delle arcate e decori.
- Villa il Chioso dei conti Picedi Benettini nella frazione di Baccano. Consiste di un palazzo centrale circondato da un largo parco cinto da mura, sistemato definitivamente nel 1910, e da alcuni edifici di complemento, tra cui il piccolo oratorio dell'Annunciazione del XVII secolo. La sua costruzione, di datazione incerta, ma individuata attorno alla metà del XVIII secolo, è opera della famiglia comitale dei Picedi Benettini, i cui discendenti sono gli attuali proprietari. La consultazione dei documenti catastali del 1557 conferma la presenza di precedenti costruzioni rurali nel luogo. Il palazzo principale ospita le cantine dell'omonima fattoria e un antico frantoio.
- Villa Della Croce, residenza gentilizia della famiglia Federici.

### Architetture militari

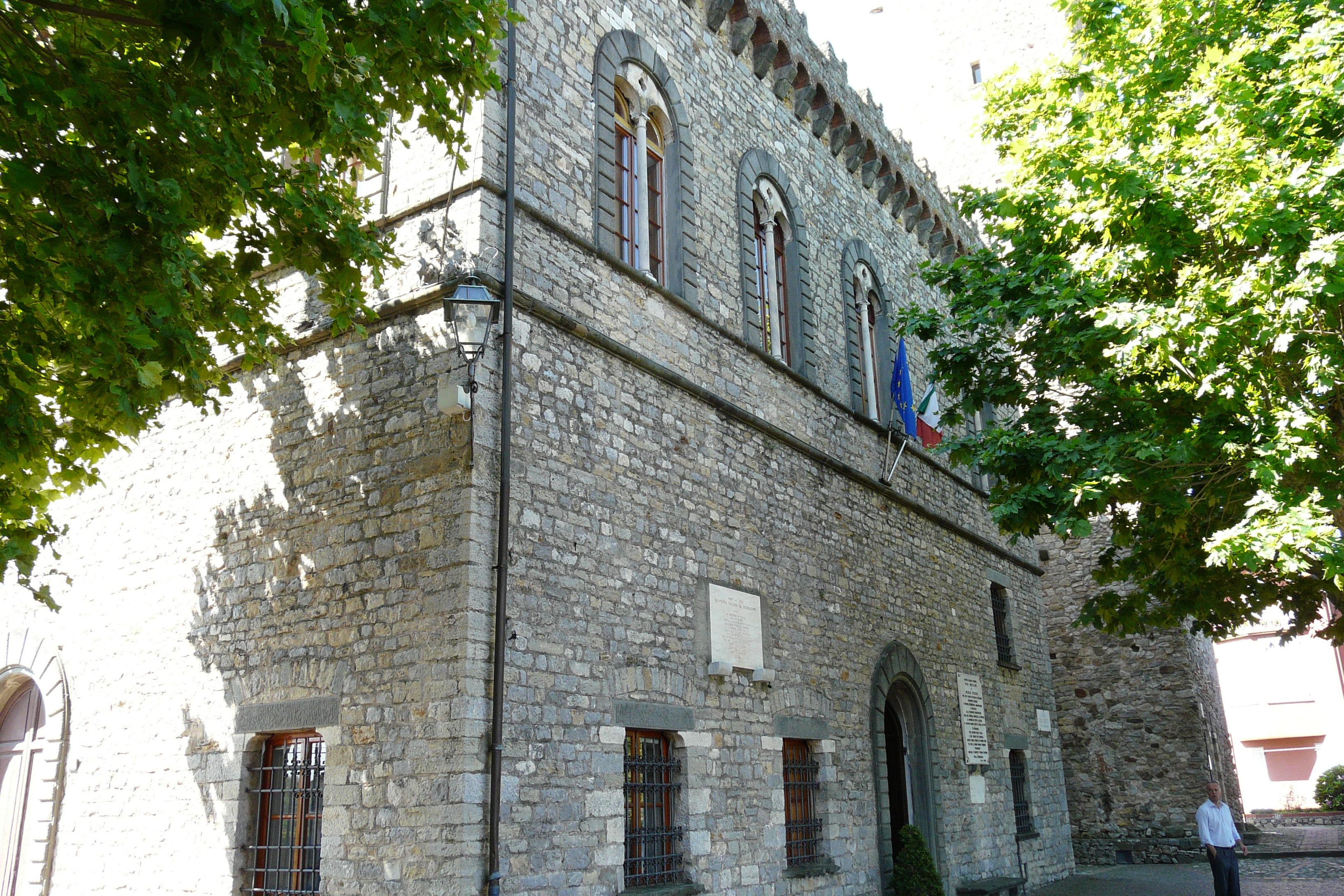
Il castello degli Obertenghi
oggi sede del Municipio.

- Castello di Arcola. Situato in una posizione sovrastante il paese, con vista strategica sulla piana di Sarzana e sulla foce del fiume Magra, la costruzione del castello risale agli inizi del XII secolo ad opera degli Obertenghi. 
Nel corso del XIII secolo subì numerosi e gravosi assedi, tra cui quello della Repubblica di Genova nel 1278 per la conquista del feudo; dell'assedio genovese rimarrà intatta solo la vicina torre. 
Ricostruito ex novo e convertito in palazzo feudale nel 1320 fu assediato dal Signore di Lucca Castruccio Castracani; nel 1436 ritornò in possesso della Repubblica genovese. 
L'odierno palazzo, oggi sede del municipio, è stato costruito nel 1885 sul sito dell'antico castello obertengo.
- Torre pentagonale obertenga. Eretta in prossimità del Castello, la torre è l'unica testimonianza coeva dell'antico castello eretto dagli Obertenghi nel X secolo. Alta sedici metri è a pianta pentagonale ed è munita, alla sommità, di merli e di piccole finestrelle sui lati. Tra la torre e il piazzale del municipio in un'aiuola è collocata un'antica vasca marmorea per la misurazione del volume di mezzo barile di vino. Secondo la datazione incisa nel marmo l'unità di misura utilizzata era quella in uso a Genova nel 1601.
- Castello di Trebiano. Citato per la prima volta nel diploma del 963 dell'imperatore Ottone I, fu costruito dai vescovi di Luni che lo utilizzarono come roccaforte sul colle. Nel 1039, così come l'intero feudo, divenne dominio dei Signori di Trebiano, vicini alla diocesi lunense. Nonostante l'imponente mole della struttura suggerisca per il castello una posizione per la difesa del paese, fu scelto dai vescovi come semplice residenza feudale.
- Forte di Canarbino. Al confine amministrativo tra Arcola e Lerici, sulla sommità del crinale che domina l'abitato di Pitelli, si trova la località di Canarbino, sede di un forte militare del XIX secolo che fa parte del Sistema fortificato del Golfo della Spezia. L'edificio conserva ancora intatta tutta la sua struttura originaria, compresi i fossati e le mura di cinta e viene oggi utilizzato come poligono di tiro.

## Società

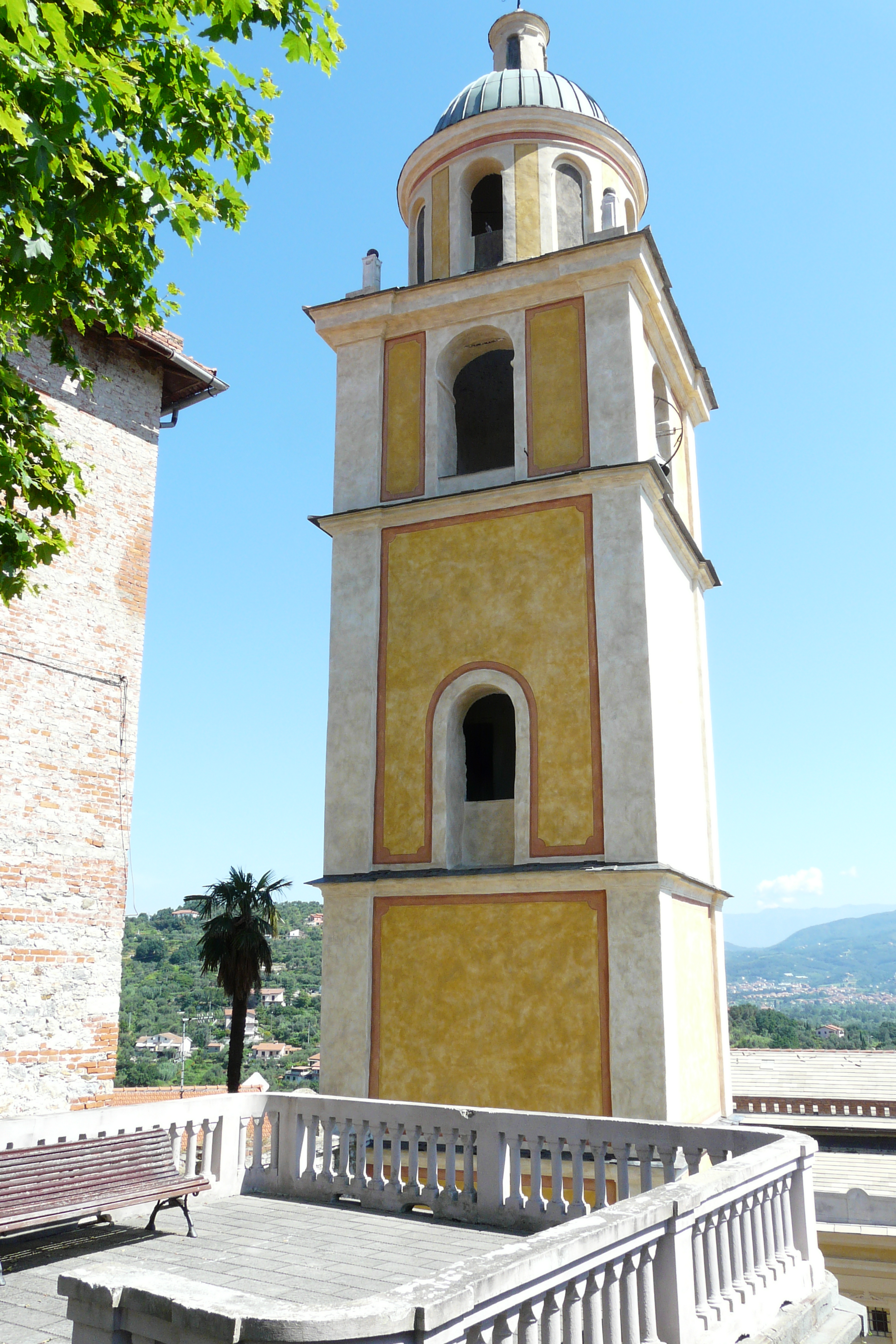
Il seicentesco campanile della chiesa parrocchiale di San Nicolò di Arcola

### Evoluzione demografica
Abitanti censiti

### Etnie e minoranze straniere
Secondo i dati Istat al 31 dicembre 2023, i cittadini stranieri residenti ad Arcola sono 927, pari al 9,17% della popolazione

## Cultura

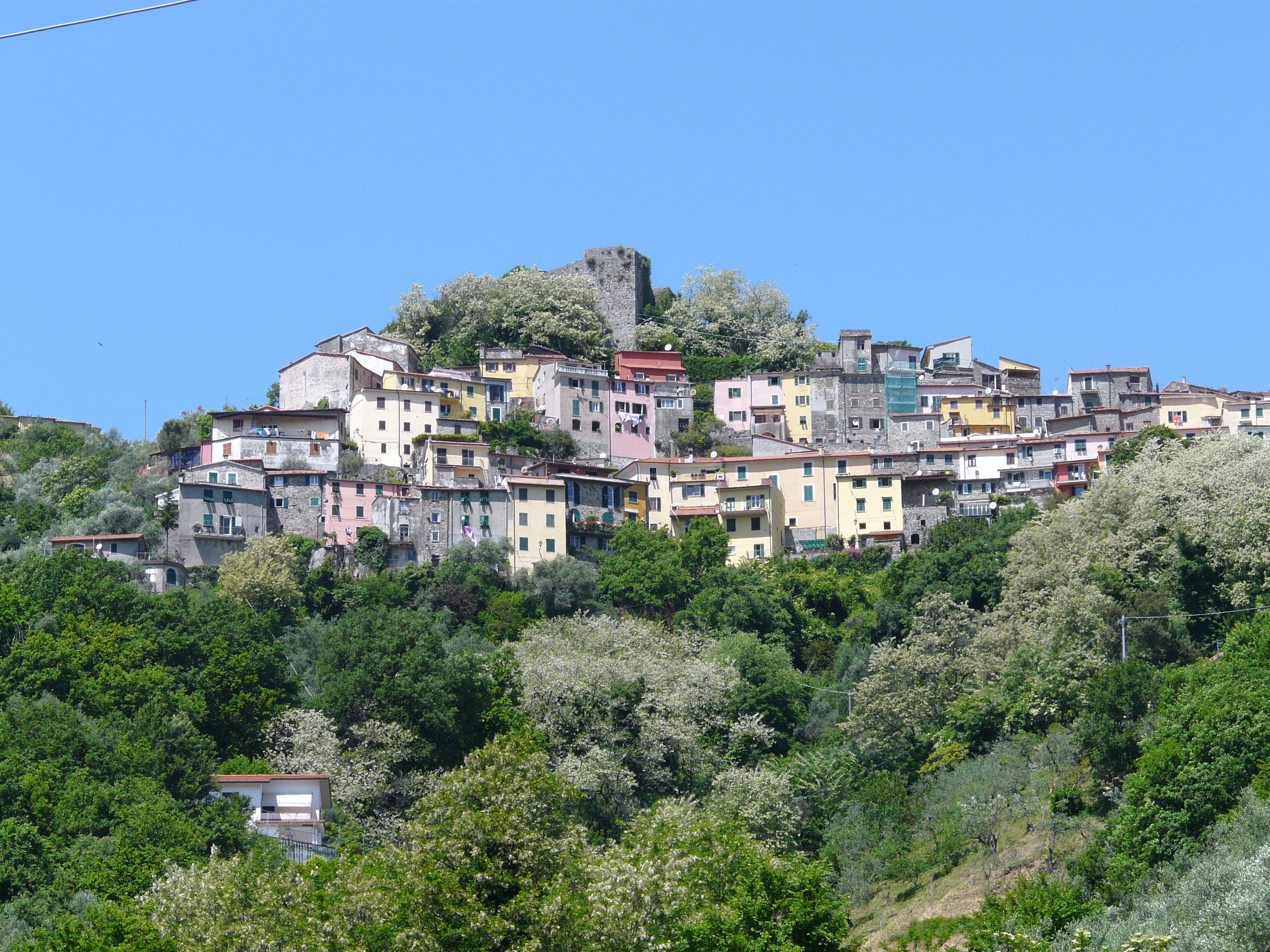
La frazione di Trebiano con l'omonimo castello

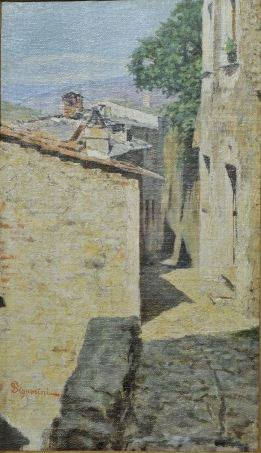
Telemaco Signorini
Veduta di Arcola, 1884-88

### Teatro
Con il patrocinio dell'amministrazione civica è attiva sul territorio comunale la compagnia teatrale "Actor in Progress", che partecipa all'organizzazione di eventi pubblici di spettacolo, consulenza artistica per eventi teatrali e formazione teatrale per adulti e per ragazzi. La compagnia è impegnata in una tournée nazionale con lo spettacolo "Emozioni Differite". La scuola di formazione teatrale, da cui origina la compagnia stessa, ha avuto nel 2009 il riconoscimento del Ministero per i beni e le attività culturali.

### Cucina
Molto sentita è la cucina tradizionale, un misto di sapori e tradizioni dovuto al posizionamento del comune all'interno della Lunigiana storica, al confine tra Liguria, Toscana ed Emilia.
Tra i piatti meglio interpretati figurano lo stoccafisso e il baccalà, la focaccia, le minestre di cereali, di legumi o di verdure, le frittate. Da ricordare inoltre i ravioli ripieni di verdura o carne e la locale versione della cima alla genovese.

## Geografia antropica
Il comune è costituito, oltre al capoluogo, da undici frazioni: Baccano, Battifollo, Cerri, Fresonara, Monti, Piano di Arcola, Ponte di Arcola, Ressora, Romito Magra, Termo-Pianazze e Trebiano per un totale di 16,54 km2.
Confina a nord con il comune di Vezzano Ligure, a sud con Lerici, ad ovest con La Spezia e ad est con Sarzana.

## Economia

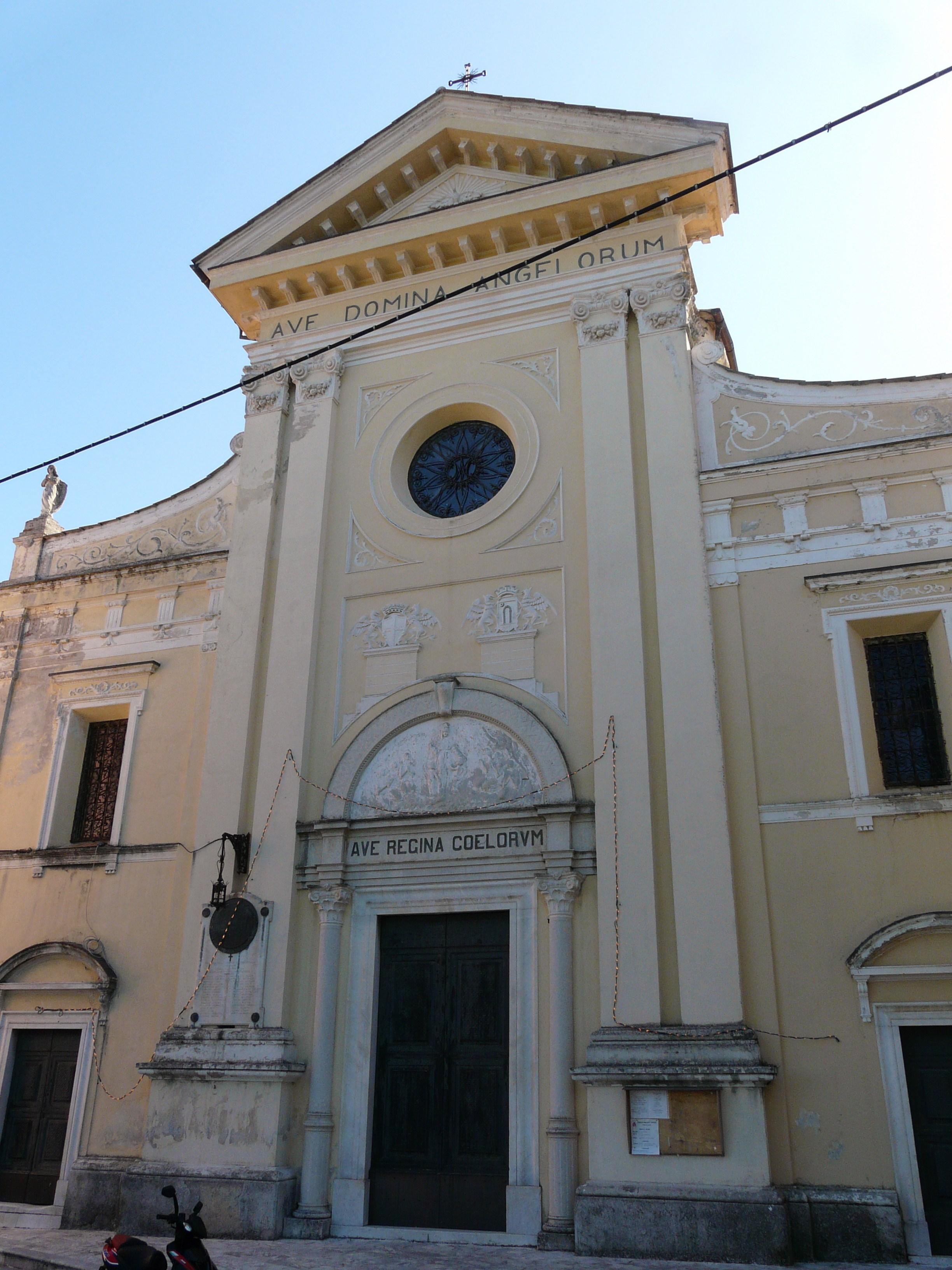
Il santuario di Nostra Signora degli Angeli

L'economia del comune si basa, oltre che sul turismo, sull'attività agricola ed in particolare sulla coltivazione degli ortaggi e dei legumi, la raccolta e lavorazione dell'olio e la produzione di vini. Vi è inoltre la presenza di medie industrie metalmeccaniche, petrolchimiche e sulla lavorazione della carta.

## Infrastrutture e trasporti

### Strade
Il centro di Arcola è attraversato principalmente dalla strada provinciale 19 che gli permette il collegamento stradale con la strada statale 1 Via Aurelia.

### Ferrovie
In località Ponte di Arcola è ubicata la fermata ferroviaria di Arcola, sulla linea Genova-Pisa, ed è servita dalle relazioni regionali Trenitalia svolte nell'ambito dei contratti di servizio stipulati con la Regione Liguria e con la Regione Toscana, questi ultimi denominati anche "Memorario".
Una seconda fermata, dismessa dagli anni '80, era presente in località Romito Magra.

### Mobilità urbana
Dai comuni di La Spezia e Lerici un servizio di trasporto pubblico locale gestito dall'ATC garantisce quotidiani collegamenti bus con Arcola e per le altre località del territorio comunale.

## Amministrazione
| Periodo          | Periodo         | Primo cittadino  | Partito                                                    | Carica  | Note   |
| ---------------- | --------------- | ---------------- | ---------------------------------------------------------- | ------- | ------ |
| 1945             | 1963            | Flavio Maggiani  | Partito Comunista Italiano                                 | Sindaco |        |
| 1963             | 1977            | Ezio Bassano     | Partito Comunista Italiano                                 | Sindaco |        |
| 1977             | 26 luglio 1985  | Stefano Sgorbini | Partito Comunista Italiano                                 | Sindaco |        |
| 26 luglio 1985   | 20 luglio 1990  | Stefano Sgorbini | Partito Comunista Italiano                                 | Sindaco |        |
| 20 luglio 1990   | 5 novembre 1993 | Stefano Sgorbini | Partito Democratico della Sinistra                         | Sindaco | [ 13 ] |
| 21 dicembre 1993 | 24 aprile 1995  | Gino Nardi       | Partito Democratico della Sinistra                         | Sindaco |        |
| 24 aprile 1995   | 14 giugno 1999  | Gino Nardi       | lista civica di centro-sinistra                            | Sindaco |        |
| 14 giugno 1999   | 14 giugno 2004  | Gino Nardi       | lista civica di centro-sinistra                            | Sindaco |        |
| 14 giugno 2004   | 8 giugno 2009   | Livio Giorgi     | lista civica di centro-sinistra                            | Sindaco |        |
| 8 giugno 2009    | 26 maggio 2014  | Livio Giorgi     | lista civica di centro-sinistra                            | Sindaco |        |
| 26 maggio 2014   | 27 maggio 2019  | Emiliana Orlandi | Emiliana Orlandi sindaco (lista civica di centro-sinistra) | Sindaco |        |
| 27 maggio 2019   | 10 giugno 2024  | Monica Paganini  | Uniti per Arcola (lista civica di centro-sinistra)         | Sindaco |        |
| 10 giugno 2024   | in carica       | Monica Paganini  | Uniti per Arcola (lista civica di centro-sinistra)         | Sindaco |        |

## Sport
- Polisportiva Romito Magra 1922, militante nel campionato di Prima Categoria.

Tra le società del passato l'U.S.D. Arcola Garibaldina il cui ultimo campionato è stato disputato in Prima Categoria.